# Mark Stepnoski
Mark Matthew Stepnoski (* 20. Januar 1967 in Erie, Pennsylvania, USA) ist ein ehemaliger US-amerikanischer American-Football-Spieler. Er spielte als Center in der National Football League (NFL).

## Spielerlaufbahn

### College
Nach dem Besuch einer katholischen High School in seiner Geburtsstadt, studierte Stepnoski an der University of Pittsburgh Rhetorik und Kommunikation. Gleichzeitig spielte er als Guard für die Pittsburgh Panthers, der Footballmannschaft seines Colleges. Für diese Position war Stepnoski eigentlich zu schmächtig, er konnte diesen Mangel aber durch Schnelligkeit wieder ausgleichen. Aufgrund seiner Leistungen wurde er zum All American gewählt und geriet in das Visier der Scouts der NFL.

### NFL
1989 hatte Jimmy Johnson das Amt des Head Coaches bei den Dallas Cowboys übernommen. Die Cowboys waren zu diesem Zeitpunkt das erfolgloseste Team der NFL. Johnson wollte mit jungen, hungrigen und Erfolg versprechenden Nachwuchsspielern die Cowboys wieder an die Ligaspitze führen. Neben Stepnoski, der in der dritten Runde an 57. Stelle des NFL Drafts verpflichtet worden war, gelang den Cowboys in diesem Jahr noch die Verpflichtung weiterer zukünftiger Leistungsträger, wie dem Quarterback Troy Aikman, dem Fullback Daryl Johnston oder dem Defensive End Tony Tolbert. Alle Spieler fanden später den Weg in den Pro Bowl. Im darauf folgenden Jahr gelang es den Cowboys den Runningback Emmitt Smith an die Mannschaft zu binden. Die Mannschaft aus Dallas entwickelte sich zu einer der bestimmenden Mannschaften der NFL.
Stepnoski konnte bei den Cowboys seine Stärken ausspielen. Er kam überwiegend als Center zum Einsatz. Neben der Ballübergabe an den Quarterback und dessen Schutz wurde er aufgrund seiner Schnelligkeit als Blocker für Smith eingesetzt. Mit seiner Mannschaft konnte Stepnoski zweimal den Super Bowl gewinnen. Den Super Bowl XXVII gewannen die Cowboys gegen die Buffalo Bills mit 52:17, im nachfolgenden Super Bowl XXVIII mussten sich die Bills mit 30:13 geschlagen geben.
Von 1995 bis 1998 lief Stepnoski für die Houston/Tennessee Oilers auf und kehrte danach nochmals für drei Spielzeiten zu den Cowboys zurück. Ein Titelgewinn gelang ihm nicht mehr. Bedingt durch zahlreiche Verletzungen musste Stepnoski 2001 seine Karriere beenden.

## Ehrungen
Stepnoski spielte in fünf Pro Bowls, ist Mitglied im NFL 1990s All-Decade Team und im Pennsylvania Football All-Century Team.

## Abseits des Spielfelds
Stepnoski lebt mittlerweile in Vancouver, Kanada. Er gab nach seiner Laufbahn zu, bereits als Jugendlicher regelmäßig Marihuana konsumiert zu haben und setzt sich derzeit aktiv für die Legalisierung dieser Droge ein. Er unterstützt ferner eine Organisation, die sich dafür einsetzt, die Hintergründe über die Anschläge vom 11. September 2001 herauszufinden.